# Stanislavov trg
Stanislavov trg, lokalno znan kao place Stan, je velika kvadratna pješačka zona u gradu Nancy, u francuskoj pokrajini Lorraine.
Godine 1983., arhitektonski sklop Stanislavovog trga i produžetka njegove osi koju čine trgovi Place de la Carrière i Place d'Alliance, su upisani na UNESCOv popis mjesta svjetske baštine u Europi.

## Povijest
Trg je glavni urbanistički projekt Stanislava Leszczyńskog, Lorrainskog vojvode i bivšeg kralja Poljske i Litve, kojim je želio povezadi srednjovjekovni dio Nancyja s novim dijelom grada koji je izgradio Karlo III., kralj Francuske, u 17. stoljeću. On je trebao biti i Kraljevskim trgom (place royale) u slavu njegovog zeta, Luja XV., te je povezivao dvije već postojeće građevine: Hôtel de Ville i Hôtel du Gouvernement. Sjedišta gradske uprave stoje nasuprot jedna drugoj, spojeni racionalnim i simetričnim, a opet dinamičnim urbanim prostorima, koji nisu imali premca u tadašnjoj Europi. 
Trg i okolne građevine dizajnirao je kraljevski arhitekt Emmanuel Héré de Corny (1705. – 63.), a gradnja je trajala od ožujka 1752. do studenog 1755. godine. Nakon Revolucije uklonjena je središnja skulptura Luja XV. I trg je preimenovan u Narodni trg ("Place du Peuple"), a kasnije u Napoleonov trg ("Place Napoléon"). Godine 1831., brončana skulptura Stanislava (Stanislas na francuskom) je stavljena na sredinu trga i od tada se zove Stanislavov trg ("Place Stanislas").
Iako je trg služio za svakojaka okupljanja, od 1958. do 1983. godine služio je kao parkiralište. Uslijedila je žestoka restauracija trga po originalnim planovima iz 18. stoljeća u 2004. i 2005. godini koja je koštala 9,45 milijuna eura. Inauguracija novog Stanislavovog trga se podudarila s njegovom 250tom godišnjicom. 

## Odlike
Stanislavov trg je dug 125 i širok 106 metara, a popločan je kamenom boje svijetlog okera s dvije tamne linije tamnijeg kamena koje čine motiv dijagonalnog križa. Trg je okružen znamenitim građevinama:
- Gradska vijećnica Nancyja (Hôtel de Ville), koja zauzima cijelu južnu sranu trga s prefekturom pokrajine Meurthe-et-Moselle na jugoistočnom kutu;
- Istočno se nalazi kazalište ili Opéra-Theâtre (bivša biskupska palača) i Grand Hôtel (izvorno Kraljičin hotel Hôtel de la Reine) ;
- Na zapadu je Umjetnički muzej (Musée des Beaux Arts, izvorno Medicinski fakultet, tj. Collège de Médecine) i Paviljon Jacquet;
- Na sjeveru su niže obrambene građevine kako se ne bi dogodila unakrsna vatra s bastiona Vaudemont i Haussonville.
- Héréov slavoluk stoji na središtu četvrte strane koja vodi do trga Carrière, gdje se glavna ulica razvija u dvostruku aveniju sa simetričnim drvoredima i zgradama.
- Na krajnjem kraju je trg d'Alliance s polukružnom kolonadom koja ga, skupa s pročeljem  Palais du Gouvernement, zatvara.
- Stanislavova figura Georgesa Jacquota (1794. – 1874.) prikazuje Stanislava kako stoji ovijen bogatom draperijopm s mačem u lijevoj ruci i pokazujući desnom prema sjeveru.
- Na istočnoj i zapadnoj strani trga, kao i na sva četiri kuta, nalaze se pozlaćena lavlja vrata i lanterne autora Jeana Lamoura (1698. – 1771.), koji je i autor lijevane željezne balustrade na glavnom stubištu i balkonima gradske vijećnice. Na sjeverozapadnom i sjeveroistočnm kutu nalaze se bogato ukrašene fontane autora Barthélémyjs Guibala (1699. – 1757.).